# Парціальна молярна величина
Парціальна молярна величина (англ. partial molar quantity) — приріст певної екстенсивної величини при додаванні нескінченно малої кількості речовин одного з компонентів у систему при сталих температурі, тиску, кількостях інших складників системи, поділений на додану кількість речовини.
Для речовини В ця інтенсивна величина записується так:
ZВ = (dZ/dnВ)T,p,n ,

де nВ — кількість компонента В у даній фазі, моль, n — кількість решти компонентів у цій фазі, моль, T, p, n є постійними.

## Інтернет-ресурси
- Lecture notes from the University of Arizona detailing mixtures, partial molar quantities, and ideal solutions
- On-line calculator for densities and partial molar volumes of aqueous solutions of some common electrolytes and their mixtures, at temperatures up to 323.15 K.